# ダネシュティ家
ダネシュティ家またはダネシュティ朝 (ルーマニア語: Dinastia Dăneștilor) はワラキア公を輩出したバサラブ家の分家の1つで、ミルチャ1世の異母兄ダン1世に始まる。もう一つの分家ドラクレシュティ家 (ドラキュラ伯爵のモデルとして著名な串刺公ヴラド3世 (ヴラド・ツェペシュ) の父ヴラド2世が家祖) と対抗し、ワラキア公位を巡って幾度となく争った。ムンテニアの貴族の支持を受けたドラクレシュティ家は庶流とみなされ、オルテニアの貴族の支持を受けたダネシュティ家こそがバサラブ家の嫡流とされていた。バサラブ家の主な2家が公位を巡って争ったために、ワラキアの統治は長きに渡って不安定なものとなった。 
15世紀の終わり頃にダネシュティ家の男系は絶え、その親戚筋であるクラヨヴァシュティ家がドラクレシュティ家と争うようになった。 

## 主要な人物
ワラキア公となったダネシュティ家の人物のうち主なものを以下に挙げる。 
- ダン1世 (1383-1386年)
- ダン2世 (1420-1431年、この間4回ラドゥ2世に公位を奪われている)
- バサラブ2世 (1442-1443年)
- ヴラディスラフ2世 (1447-1448年、1448-1456年)
- バサラブ3世ライオタ (1473-1477年、この間ラドゥ3世に3回、ヴラド3世に1回公位を奪われている)
- バサラブ4世ツェペルシュ (1477-1481年、1481-1482年)
- ヴラディスラフ3世 (1523年、1524年、1525年)
- モイゼ・ヴォーダ (1529-1530年)

この他、ダン2世の息子ダン3世はヴラド3世と公位を争って1460年に処刑された。 